# Fördraget om upprättandet av Europeiska försvarsgemenskapen
Fördraget om upprättandet av Europeiska försvarsgemenskapen (EFG-fördraget) var ett föreslaget fördrag inom Europeiska kol- och stålgemenskapen som syftade till att upprätta Europeiska försvarsgemenskapen (EFG). Fördraget undertecknades den 27 maj 1952 i Paris, Frankrike, av företrädare för Belgien, Frankrike, Italien, Luxemburg, Nederländerna och Västtyskland.
Genom EFG-fördraget skulle ett gemensamt försvar ha inrättats mellan medlemsstaterna. Den föreslagna organisationen skulle i bygga på överstatlighet. Det gemensamma försvaret skulle vara uppdelat i sex olika delar, en för varje medlemsstat. Belgiens, Frankrikes, Italiens, Luxemburgs och Nederländernas del skulle rapportera till sina egna nationella regeringar, medan den tyska delen skulle vara direkt underställd den överstatliga organisationen.
Fördraget röstades ned av Frankrikes nationalförsamling den 30 augusti 1954 med röstsiffrorna 264–319. Vid den tidpunkten hade redan Belgien, Luxemburg, Nederländerna och Tyskland ratificerat fördraget. Italien däremot hade väntat med sin ratificeringen eftersom Frankrikes godkännande av fördraget var oviss. Eftersom det krävdes att alla sex medlemsstaterna ratificerade fördraget för att det skulle kunna träda i kraft, innebar det franska avslaget att fördraget aldrig kunde träda i kraft.
Istället inleddes motsvarande samarbete inom det ekonomiska området och atomenergiområdet senare under 1950-talet. Det försvarspolitiska samarbetet förblev istället koncentrerat till Västeuropeiska unionen (VEU) och Nato. I slutet av 1900-talet började för första gången det europeiska samarbetet, i form av Europeiska unionen, att inkludera försvarspolitiskt samarbete. Genom Lissabonfördraget förstärktes möjligheterna till sådant samarbete ytterligare, men dagens bestämmelser kring försvarspolitiskt samarbete är fortfarande inte lika långtgående som de förslag som återfanns i EFG-fördraget.

## Historia

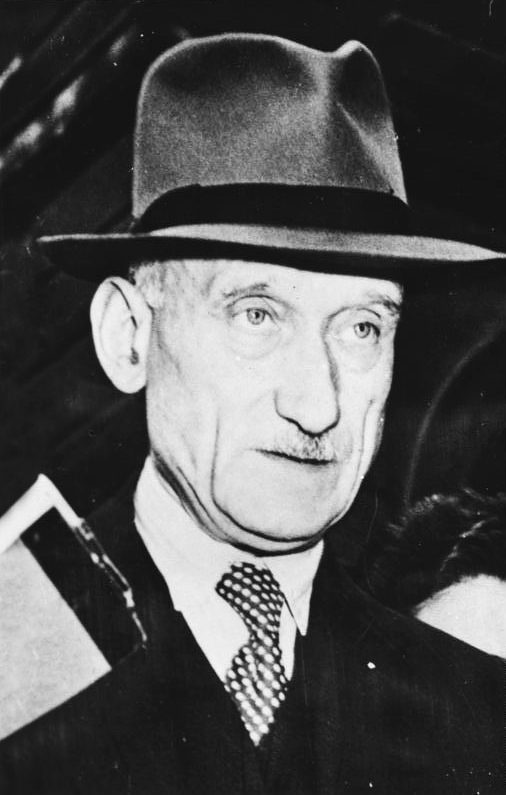
Robert Schuman var en av männen bakom samarbetet.

1951 undertecknade stats- och regeringscheferna för Belgien, Frankrike, Italien, Luxemburg, Nederländerna och Tyskland fördraget om upprättandet av Europeiska kol- och stålgemenskapen (EKSG-fördraget). Genom EKSG-fördraget upprättades den första internationella överstatliga organisationen någonsin. Syftet var att inleda ett samarbete kring kol och stål, två resurser som var förutsättningar för produktion av krigsmateriel och därmed också en förutsättning för att kunna bedriva krig.
När väl Europeiska kol- och stålgemenskapen hade etablerats 1952 i enlighet med Schumandeklarationen, framstod ett europeiskt försvarssamarbete som en naturlig följd för förespråkarna av ett europeiskt samarbete. Den 27 maj 1952 signerade därför representanter för de sex medlemsstaterna ett nytt fördrag; fördraget om upprättandet av Europeiska försvarsgemenskapen (EFG-fördraget).
Efter undertecknandet av fördraget påbörjades ratificeringsprocessen, som drog ut på tiden. Parallellt med ratificeringsprocessen påbörjade den gemensamma församlingen att utarbeta ett nytt fördrag som skulle inrätta ett politiskt samarbete; Europeiska politiska gemenskapen (EPG).
Den 30 augusti 1954 avslog den franska nationalförsamlingen EFG-fördraget, som därmed inte kunde antas. Avslaget innebar en stor motgång för de som förespråkade ett samarbete, och det skulle dröja ända till slutet av 1900-talet innan försvarspolitiska frågor inkluderades i det europeiska samarbetet. Samtidigt övergavs också idén om en politisk gemenskap.
Istället beslutade de sex medlemsstaterna att inrätta Västeuropeiska unionen (VEU), som till viss del fyllde de funktioner som EFG skulle ha gjort. Samtidigt fokuserades det europeiska samarbetet istället på ekonomisk politik och kärnenergifrågor genom etablerandet av Europeiska ekonomiska gemenskapen (EEG) och Europeiska atomenergigemenskapen (Euratom) 1958.

## Syfte och innehåll
Fördraget om upprättandet av Europeiska försvarsgemenskapen innehöll bestämmelser om inrättandet av en försvarsgemenskap som skulle bestå av sex olika enheter. Varje enhet motsvarade en medlemsstats försvar, och skulle vara underställd respektive medlemsstats egen regering utom för Västtyskland. I Västtysklands fall skulle försvaret vara direkt underställt den överstatliga organisationen.
Europeiska försvarsgemenskapen var tänkt att fungera som en överstatlig organisation med Europeiska kol- och stålgemenskapen som förebild. Därmed skulle, om fördraget hade trätt i kraft, försvarsgemenskapen blivit den andra överstatlig organisationen i Europa.

## Ratificeringsprocessen

Slutgiltig deposition avklarad
Ratificeringsförfarandet avklarat
Ratificeringsförfarandet ej klart
Ratificeringsförfarandet stoppat

För att träda i kraft var fördraget om upprättandet av Europeiska försvarsgemenskapen tvunget att ratificeras av alla medlemsstater i Europeiska kol- och stålgemenskapen. Samtliga sex medlemsstater valde att genomföra sin ratificering genom parlamentariska förfaranden, det vill säga utan att hålla folkomröstning.
Inte desto mindre drog ratificeringsprocessen ut på tiden i flera av medlemsstaterna. I Västtyskland ansåg SDP att fördraget bröt mot landets grundlag, och begärde därför att den nyetablerade konstitutionsdomstolen skulle undersöka ärendet. Detta gjorde att presidenten avvaktade med att slutligen ratificera fördraget, trots att parlamentets båda kamrar redan hade gett sitt godkännande.
I Frankrike var fördraget än mer kontroversiellt. Inte ens premiärminister Pierre Mendès France ställde sig helt bakom fördraget. Den ekonomiska och militära situationen under ratificeringsprocessen var inte särskilt fördelaktig för EFG-fördraget. Medan Frankrike led stora nederlag i sina kolonier i Indokina, fruktade franska högerpolitiker att EFG skulle försvaga den franska militären ytterligare. Stalins död 1953 och vapenstilleståndet i Koreakriget bidrog samtidigt till att ett försvarssamarbete inte längre framstod som särskilt angeläget. Dessutom fick de amerikanska påtryckningarna för fördraget motsatt effekt på de franska parlamentarikerna, som inte vill lyda USA. I väntan på hur Frankrike skulle ställa sig till fördraget avvaktade Italien med att ratificera fördraget. Den 30 augusti 1954 debatterade franska nationalförsamlingen fördraget. Med en majoritet på 319 mot 264 röstade församlingen för att bordlägga ärendet, vilket i praktiken var detsamma som att avslå det. Därmed avbröts ratificeringsprocessen för fördraget.

### Ratificeringsförfarandet i detalj
| Belgien |  | 1952-05-27         |                    | 1954-03-03         |                    |         |  |            |  |     |    |   |  |
| ------- |  | ------------------ | ------------------ | ------------------ | ------------------ | ------- |  | ---------- |  | --- | -- | - |  |
|         |  | Deputeradekammaren | Deputeradekammaren | Deputeradekammaren | Deputeradekammaren | Godkänt |  | 1953-11-26 |  | 148 | 49 | 0 |  |
|         |  | Senaten            | Senaten            | Senaten            | Senaten            | Godkänt |  | 1954-03-03 |  | ?   | ?  | ? |  |

| Frankrike |  | 1952-05-27           |                      |                      |                      |          |  |            |  |     |     |    |  |
| --------- |  | -------------------- | -------------------- | -------------------- | -------------------- | -------- |  | ---------- |  | --- | --- | -- |  |
|           |  | Nationalförsamlingen | Nationalförsamlingen | Nationalförsamlingen | Nationalförsamlingen | Avslaget |  | 1954-08-30 |  | 264 | 319 | 31 |  |
|           |  | Senaten              | Senaten              | Senaten              | Senaten              | Avbrutet |  |            |  | -   | -   | -  |  |

| Italien |  | 1952-05-27         |                    |                    |                    |          |  |  |  |   |   |   |  |
| ------- |  | ------------------ | ------------------ | ------------------ | ------------------ | -------- |  |  |  | - | - | - |  |
|         |  | Deputeradekammaren | Deputeradekammaren | Deputeradekammaren | Deputeradekammaren | Avbrutet |  |  |  | - | - | - |  |
|         |  | Senaten            | Senaten            | Senaten            | Senaten            | Avbrutet |  |  |  | - | - | - |  |

| Luxemburg |  | 1952-05-27  |             | 1954-04-07  |             | 1954-04-24 |  |            |  |   |   |   |  |
| --------- |  | ----------- | ----------- | ----------- | ----------- | ---------- |  | ---------- |  | - | - | - |  |
|           |  | Parlamentet | Parlamentet | Parlamentet | Parlamentet | Godkänt    |  | 1954-04-07 |  | ? | ? | ? |  |

| Nederländerna |  | 1952-05-27        |                   | XXXXX-XX-XX       |                   |         |  |            |  |    |    |   |  |
| ------------- |  | ----------------- | ----------------- | ----------------- | ----------------- | ------- |  | ---------- |  | -- | -- | - |  |
|               |  | Representanthuset | Representanthuset | Representanthuset | Representanthuset | Godkänt |  | 1953-07-23 |  | 75 | 11 | 0 |  |
|               |  | Senaten           | Senaten           | Senaten           | Senaten           | Godkänt |  | ????       |  | ?  | ?  | ? |  |

| Tyskland |  | 1952-05-27    |               | XXXXX-XX-XX   |               |         |  |            |  |   |   |   |  |
| -------- |  | ------------- | ------------- | ------------- | ------------- | ------- |  | ---------- |  | - | - | - |  |
|          |  | Förbundsdagen | Förbundsdagen | Förbundsdagen | Förbundsdagen | Godkänt |  | 1953-03-19 |  | ? | ? | ? |  |
|          |  | Förbundsrådet | Förbundsrådet | Förbundsrådet | Förbundsrådet | Godkänt |  | ????       |  | ? | ? | ? |  |